# Lymanopoda larunda
Lymanopoda larunda är en fjärilsart som beskrevs av Carl Heinrich Hopffer 1874. Lymanopoda larunda ingår i släktet Lymanopoda och familjen praktfjärilar. Inga underarter finns listade i Catalogue of Life.